# K-555 Knyaz Pozharski
El Knyaz Pozharski (en ruso : АПЛ Князь Пожарский) es un submarino de misiles balísticos de propulsión nuclear de la clase Borei actualmente en construcción para la Armada rusa. El submarino lleva el nombre de Kniaz Dmitri Pozharski.

## Construcción
El Proyecto 955A fue diseñado por Sergei Kovalev de Rubin Design Bureau como una variante mejorada del Proyecto 955 original. La construcción del Knyaz Pozharski comenzó con la colocación de la quilla el 23 de diciembre de 2016 en el astillero Sevmash en Severodvinsk, parte de United Shipbuilding Corporation. En el momento en que se colocó la quilla, el vicecomandante en jefe adjunto de la Armada rusa, el vicealmirante Viktor Bursuk, declaró: "La serie 955A está llegando a su fin con este submarino. Ahora la Armada está trabajando junto con la Oficina de Diseño de Rubin en la modernización del proyecto". Sin embargo, en noviembre de 2018, se confirmó un nuevo pedido de dos embarcaciones adicionales para ser entregadas en 2028.
Se proyectó que el Knyaz Pozharski se pusiera a flote para las primeras etapas de las pruebas en el mar antes de 2022. Cuando entre en servicio activo, se desplegará con la Flota del Norte de Rusia. El izado de bandera se produjo el 24-Julio-2025. Diez dias después, el gobierno ucraniano anunció haber recibido documentos secretos de ingeniería sobre sus características. 